# Brugnato
Brugnato est une commune italienne de la province de La Spezia, dans la région Ligurie.

## Tourisme
Ce modeste village jouit d'un patrimoine architectural remarquable. On peut y admirer :
- la cathédrale Saint Pierre, Laurent et Colomban dans le centre historique de Brugnato, à l'origine une basilique du VIIe siècle[2], réparée et convertie en abbaye par les moines de l'observance colombanienne de Luxeuil. L'édifice actuel remonterait à une période comprise entre les XIe et XIIe siècles[2], lorsque Brugnato fut élevée au rang de diocèse et de siège suffragant de l'archidiocèse de Gênes.
- L’Oratoire Saint-Bernard (it) dans le centre historique, dédié à l’origine à Sainte-Marie de l'Assomption[3].
- Le couvent saint-François (it), dont l'architecture intérieure remonte à 1635, fut préservé et repris par les Pères de la Passion en 1843[4].
- Le sanctuaire Notre-Dame-de-l'Olivier (it) (dans le hameau homonyme). Situé sur une colline, sur la place du hameau, sa fondation remonterait, selon certaines sources historiques[5], à l'arrivée des moines de l’abbaye de Brugnato.
- L'église paroissiale de l'abbé Saint-Antoine (it) dans le faubourg de Bozzolo. L'édifice actuel est une reconstruction du XVIIIe siècle[6].

## Administration
| Période                                  | Période | Identité | Étiquette | Qualité |
| ---------------------------------------- | ------- | -------- | --------- | ------- |
|                                          |         |          |           |         |
| Les données manquantes sont à compléter. |         |          |           |         |

### Communes limitrophes
Borghetto di Vara, Rocchetta di Vara, Sesta Godano, Zignago